# Copenhagen Admiral Hotel

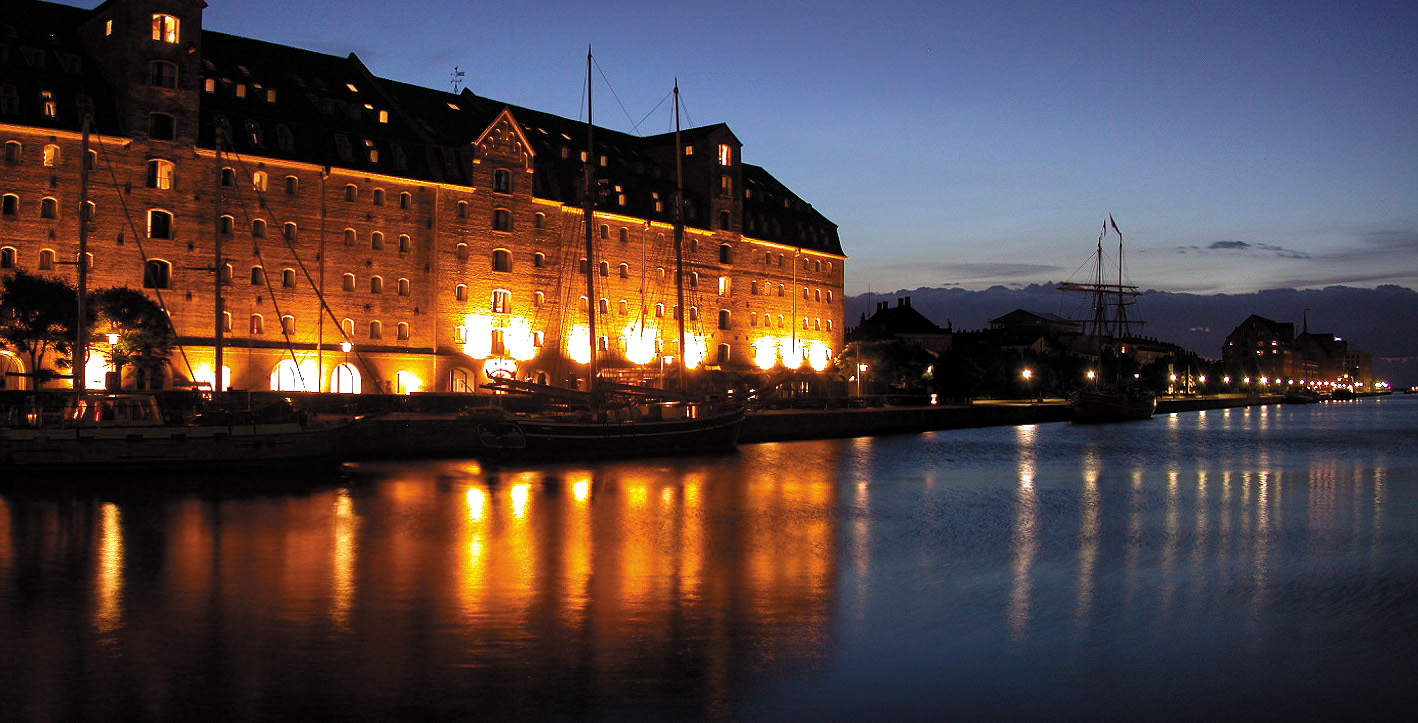
Het zijaanzicht van het hotel in de nacht

Het Copenhagen Admiral Hotel is een hotel in Kopenhagen met 366 kamers. Het hotel is gevestigd in een graanpakhuis aan het water dat dateert uit 1787. De toeristische haven Nyhavn ligt op loopafstand en het operagebouw van Kopenhagen ligt tegenover het hotel.